# Biblioteca Pública de Morcín (Asturias)
La Biblioteca Pública de Morcin comenzó su andadura en 1956, cuando se instaló en las dependencias del Ayuntamiento de dicho concejo. Permaneció en dichas dependencias hasta el año 2000, en que por razones de espacio fue trasladada al local situado en la primera planta del antiguo consultorio médico de Santa Eulalia de Morcin.
Se encuentra integrada en la red de Bibliotecas Públicas de Asturias que comparten una misma tarjeta de lector y un mismo catálogo accesible en línea a través de Internet.

## Catálogos.
Acceso al Catálogo a la red de bibliotecas públicas de Asturias. 